# Marathon van Amsterdam 1984
De marathon van Amsterdam 1984 werd gelopen op zaterdag 12 mei 1984. Het was de negende editie van deze marathon. 
De Nederlander Gerard Nijboer kwam als eerste over de streep in 2:14.28. Bij de vrouwen ging de overwinning naar Eefje van Wissen. Aangezien de wedstrijd tevens dienstdeed als Nederlands kampioenschap op de marathon, wonnen beiden hiermee ook de nationale titel.
Opvallende deelnemer in deze wedstrijd was Cor Vriend. Deze had wel vaker bij wegwedstrijden last van zijn darmen. Zo is hij tijdens een wedstrijd al eens eerder naast de kant van de weg gaan zitten om zijn behoefte doen. In Amsterdam liep hij in goede positie, maar had hij wederom last van zijn darmen. Kilometers lang liep hij met samengeknepen billen. Uiteindelijk hield hij het niet meer en poepte in zijn broek. Hij kreeg een spons aangereikt om het ergste weg te wassen en kwam uiteindelijk als tweede over de finish.

## Uitslagen

### Mannen
| rang   | naam                 | land | tijd    | opmerkingen |
| ------ | -------------------- | ---- | ------- | ----------- |
| Goud   | Gerard Nijboer       | NED  | 2:14.28 | 1e NK       |
| Zilver | Cor Vriend           | NED  | 2:16.54 | 2e NK       |
| Brons  | Stanimir Nenov       | BUL  | 2:17.02 |             |
| 4      | Marc De Blander      | BEL  | 2:17.11 |             |
| 5      | Hiroaki Oyagi        | JPN  | 2:18.23 |             |
| 6      | Cor Saelmans         | BEL  | 2:18.54 |             |
| 7      | Jürgen Hüsemann      | FRG  | 2:18.57 |             |
| 8      | Ferenc Bula          | HUN  | 2:19.04 |             |
| 9      | Rob Mauws            | BEL  | 2:19.39 |             |
| 10     | Leodigard Martin     | TAN  | 2:19.57 |             |
| 11     | Andras Moses         | HUN  | 2:21.02 |             |
| 12     | Vasil Lechev         | BUL  | 2:21.03 |             |
| 13     | John Offord          | GBR  | 2:21.08 |             |
| 14     | Jos Koniuszek        | NED  | 2:21.43 | 3e NK       |
| 15     | Alexandru Chiran     | ROU  | 2:21.46 |             |
| 16     | Per Hoffman          | DEN  | 2:22.41 |             |
| 17     | Gerard Smit          | NED  | 2:24.06 | 4e NK       |
| 18     | Richard Vollenbroek  | NED  | 2:24.10 | 5e NK       |
| 19     | Freddie Vandervennet | BEL  | 2:24.32 |             |
| 20     | Martin van der Ven   | NED  | 2:24.39 | 6e NK       |

### Vrouwen
| rang   | naam             | land | tijd    | opmerkingen |
| ------ | ---------------- | ---- | ------- | ----------- |
| Goud   | Eefje van Wissen | NED  | 2:43.51 | 1e NK       |
| Zilver | Trijnie Smeenge  | NED  | 2:47.58 | 2e NK       |
| Brons  | Anne Rindt       | NED  | 2:48.41 | 3e NK       |

1975 ·
1976 ·
1977 ·
1978 ·
1979 ·
1980 ·
1981 ·
1982 ·
1983 ·
1984 ·
1985 ·
1986 ·
1987 ·
1988 ·
1989 ·
1990 ·
1991 ·
1992 ·
1993 ·
1994 ·
1995 ·
1996 ·
1997 ·
1998 ·
1999 ·
2000 ·
2001 ·
2002 ·
2003 ·
2004 ·
2005 ·
2006 ·
2007 ·
2008 ·
2009 ·
2010 ·
2011 ·
2012 ·
2013 ·
2014 ·
2015 ·
2016 ·
2017 ·
2018 ·
2019 ·
2020 ·
2021 ·
2022 ·
2023 ·
2024 ·
2025